# 6308 Ebisuzaki
6308 Ebisuzaki (1990 BK) là một tiểu hành tinh vành đai chính được phát hiện ngày 17 tháng 1 năm 1990 bởi Yoshio Kushida và Osamu Muramatsu ở đài thiên văn Nam Yatsugatake.